# Placodus
Placodus ist eine Gattung diapsider Reptilien aus der Mitteltrias (ca. 247,2 bis 235 mya) Mitteleuropas und Chinas. Einzige aktuell anerkannte Arten sind Placodus gigas und Placodus inexpectatus. Die Gattung wird einer ausgestorbenen Gruppe mariner Diapsiden, den Sauropterygia (Flossenechsen), zugerechnet.

## Beschreibung

### Schädel
Placodus hat einen robust gebauten, breiten, dreieckigen Schädel, der weitgehend geschlossen ist und etwa 20 cm lang wurde. Ein unteres Schläfenfenster ist nicht vorhanden. Dieser vergleichsweise kompakte Schädel hatte sich aus einem Diapsidenschädel mit zwei Schläfenfenstern entwickelt, ist aber bereits so spezialisiert, dass sich keine nah verwandte Nicht-Placodontier-Diapsidenform bestimmen lässt. Das Schuppenbein (Squamosum) ist groß und bot viel Ansatzfläche für kräftige Kieferadduktoren. Der relativ breite Außenrand des Dentale, des zahntragenden Unterkieferknochens, sowie der ausgesprochen kräftig ausgebildete, hohe Coronoidfortsatz im hinteren Bereich des Unterkieferastes erfüllten den gleichen Zweck. Zudem ist die Symphyse, die Kontaktfläche an den vorderen Enden der beiden Unterkieferäste, sehr lang und stark verknöchert. Am hinteren Ende beider Unterkieferäste sitzt jeweils ein langer, nach hinten weisender Retroarticularfortsatz. Ähnliche Fortsätze besitzen auch die modernen Krokodile. Sie dienen als Hebel für die Muskulatur zum Öffnen der Kiefer.

### Bezahnung
Das Gebiss besteht aus drei spatelförmigen, vorstehenden Zähnen auf dem Prämaxillare, vier Zähnen auf dem Maxillare, drei oder vier Zähnen auf dem Dentale und insgesamt sechs großen Gaumenzähnen. Die Maxillar- und Gaumenzähne sind, wie für die Placodontia, die „Pflasterzahnechsen“, allgemein typisch, relativ flach und breit. Die Gaumenzähne sind im Vergleich zu den Maxillarzähnen deutlich größer, bilden tatsächlich ein regelrechtes Zahnpflaster und besitzen eine dicke Schmelzauflage. Die Zähne im Unterkiefer sind ebenfalls deutlich größer als die Maxillarzähne und haben sowohl mit diesen als auch mit den Gaumenzähnen okkludiert.

### Postkranialskelett

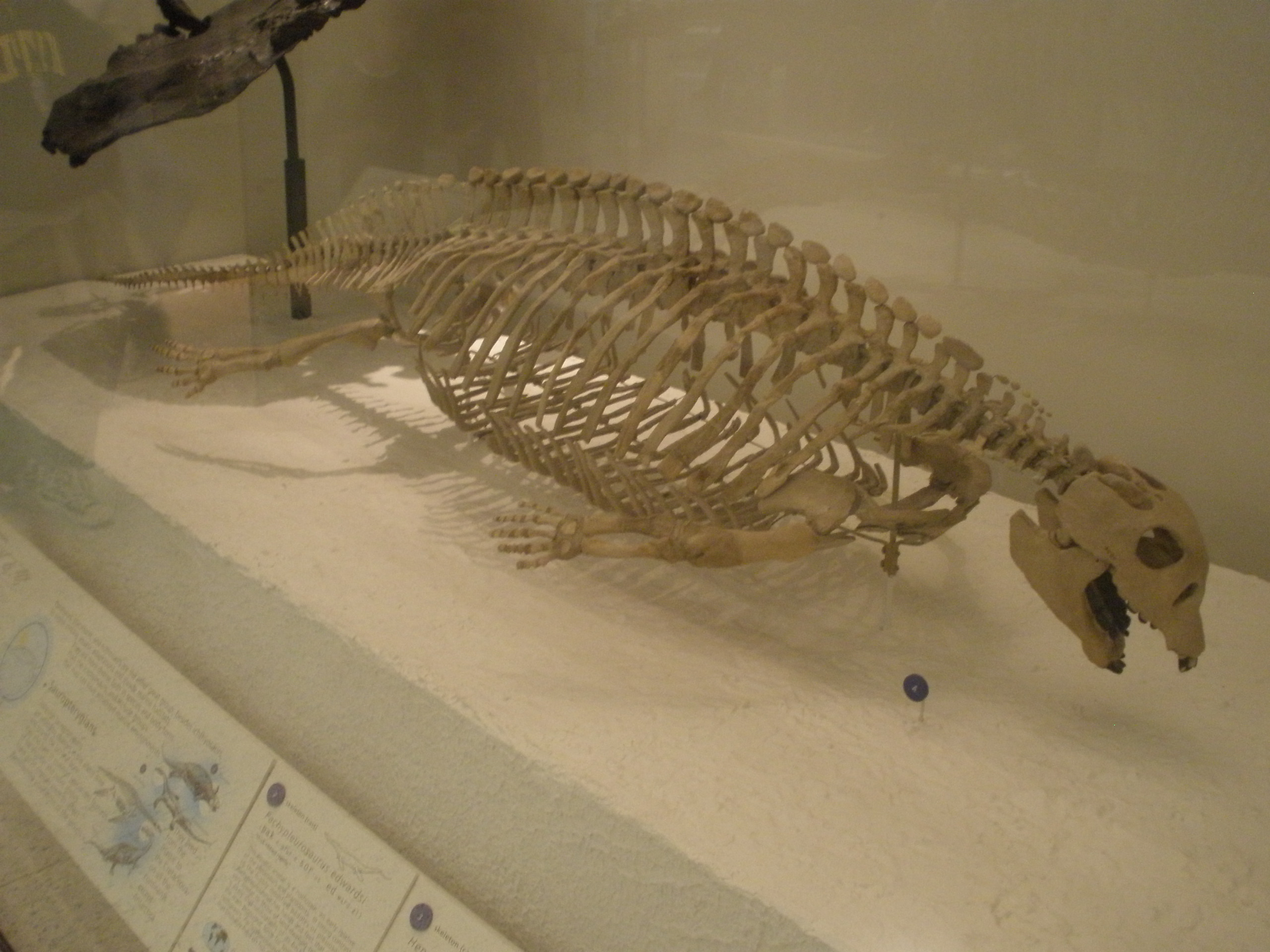
Skelettrekonstruktion von Placodus gigas im American Museum of Natural History in New York.

Sein insgesamt etwa 1,5 Meter langes Rumpfskelett zeigt, dass Placodus nur mäßig an eine aquatile Lebensweise angepasst war. So ist der mit 28 Wirbeln (zuzüglich drei Kreuzbeinwirbel) ausgestattete Rumpf nur geringfügig länger als bei terrestrischen Reptilien, und die 40 bis 50 Schwanzwirbel weisen keine stark verlängerten Neural- und Hämalfortsätze auf, wie es bei den Ruderschwänzen einiger permischer und triassischer Meeresreptilien (z. B. Hovasaurus) der Fall ist. Das Extremitätenskelett ist nur unvollständig überliefert. Der Oberarmknochen (Humerus) ist sehr ähnlich dem von Cyamodus, einer anderen Placodontiergattung. Nur wenige Elemente der Hand- und Fußwurzel sind bekannt, was vermutlich daran liegt, dass dieser Bereich der Extremitäten nur schwach verknöchert war. Die Phalangenformel der Hand wird mit 2-3-4-5-3(4?) angegeben, die des Fußes kann nicht rekonstruiert werden. Die Hand und wahrscheinlich auch der Fuß waren nicht als Paddel ausgebildet. Schulter- und Beckengürtel waren jedoch nicht so fest mit dem Axialskelett verbunden, wie das bei einem rein terrestrischen Reptil zu erwarten wäre. Oberhalb der Neuralfortsätze der Rumpfwirbelsäule zog sich eine Reihe aus Osteodermen den Rücken entlang. Die Körperunterseite wurde durch kräftig ausgebildete Bauchrippen verstärkt.

## Lebensweise
Placodus lebte an den Küsten des Muschelkalkmeeres, eines epikontinentalen europäischen Nebenmeeres der westlichen Tethys, sowie auch an den Küsten der fernöstlichen Tethys. Seine Lebensweise ähnelte grob jener der heutigen Meerechse. Allerdings war Placodus kein Pflanzenfresser, sondern ernährte sich wahrscheinlich von hartschaligen wirbellosen Tieren, wie Muscheln oder Armfüßern. Diese nahm er mit Hilfe der vorstehenden Prämaxillarzähne aus dem Substrat auf und knackte sie mit den kräftigen flachen Zähnen auf, die auf den übrigen Kieferknochen und den Gaumenknochen saßen (Durophagie). Zahlreiche kleine Foramen und Gruben in der Oberfläche des Prämaxillare und Maxillare lassen vermuten, dass die Schnauzenpartie sehr tastsensibel war.

## Vorkommen
Bekannte Überreste von Placodus waren geographisch bis in die 2000er Jahre auf Mitteleuropa und stratigraphisch auf die Muschelkalk-Gruppe beschränkt. Das in der Bayerischen Staatssammlung für Paläontologie und Geologie hinterlegte Typusexemplar von Placodus gigas sowie zahlreiche weitere Stücke stammen aus dem Oberen Muschelkalk der Umgebung von Bayreuth. Typlokalität ist der Oschenberg. Weitere Funde innerhalb des heutigen Staatsgebietes Deutschlands stammen u. a. aus Steinsfurt bei Heidelberg (vollständiges Exemplar des Senckenberg-Museums), Bad Sulza in Thüringen, Freyburg an der Unstrut, Rüdersdorf bei Berlin und von Helgoland. Außerhalb Deutschlands ist Placodus aus dem Muschelkalk des Pariser Beckens bei Lunéville, aus der Gogolin-Formation, der ältesten Einheit des polnischen Muschelkalks, von Gogolin in Oberschlesien und aus Winterswijk in den Niederlanden bekannt. Das erst in den 2000er Jahren entdeckte einzige, aber dafür sehr vollständig überlieferte Exemplar aus einer Fundstätte außerhalb Europas entstammt dem oberen Teil der Guanling-Formation (zeitlich überlappend mit der Muschelkalk-Gruppe) der Guizhou-Provinz im Süden Chinas.

## Systematik
Seit der Erstbeschreibung der Typusart Placodus gigas durch Louis Agassiz im Jahre 1833, * wurden zahlreiche weitere Arten beschrieben, die jedoch im Rahmen einer Revision der Gattung durch Olivier Rieppel im Jahre 1995 alle zu Vertretern der Typusart erklärt wurden. Erst 2008 kam die in China entdeckte Art Placodus inexpectatus hinzu.
Placodus bildet zusammen mit einer Reihe ähnlicher, rein triassischer mariner Reptilien die Gruppe Placodontia. Innerhalb dieser Gruppe hat er, einer kladistischen Analyse aus dem Jahr 2000 zufolge, eine sehr basale Stellung inne. Ein vermutetes unmittelbares Verwandtschaftsverhältnis mit Paraplacodus aus der Grenzbitumenzone des Monte San Giorgio, dem durch eine Einordnung beider Gattungen in die Gruppe Placodontoidea Rechnung getragen wurde, hat sich im Rahmen dieser Analyse nicht bestätigt. Stattdessen ist Paraplacodus als basalster Vertreter der Gruppe Schwestertaxon aller übrigen Placodontia, deren basalster Vertreter wiederum Placodus ist. Die Placodontier selbst gelten als basalste Klade der Sauropterygia, einer rein marinen Diapsidengruppe, die unter anderem auch die Plesiosaurier enthält.

### Historische Schriften
- Tilly Edinger: Die Placodontier. 2. Das Zentralnervensystem von Placodus gigas Ag. Abhandlungen der Senckenbergischen Naturforschenden Gesellschaft, Bd. 38, Heft 4, Frankfurt am Main 1925, Taf. XXIV, S. 311–318
- Fritz Drevermann: Die Placodontier. 3. Das Skelett von Placodus gigas AGASSIZ im Senckenberg-Museum. Abhandlungen der Senckenbergischen Naturforschenden Gesellschaft, Bd. 38, Heft 4, Frankfurt am Main 1933, 16 Taf., S. 323–364
- Friedrich von Huene: Die Placodontier. 4. Zur Lebensweise und Verwandtschaft von Placodus. Abhandlungen der Senckenbergischen Naturforschenden Gesellschaft, Bd. 38, Heft 4, 2. Teil, Frankfurt am Main 1933, S. 365–382